# Begonia nossibea
Espèce
Begonia nossibea est une espèce de plantes de la famille des Begoniaceae.
L'espèce fait partie de la section Quadrilobaria.
Elle a été décrite en 1859 par Alphonse Pyrame de Candolle (1806-1893).
L'épithète spécifique nossibea signifie « de Nosy Bé », île côtière du nord-ouest de Madagascar.

## Répartition géographique
Cette espèce est originaire du pays suivant : Madagascar.